# كفر الشيخ عطية
قرية كفر الشيخ عطية هي إحدى القرى التابعة لمركز شربين في محافظة الدقهلية في جمهورية مصر العربية. حسب إحصاءات سنة 2006، بلغ إجمالي السكان في كفر الشيخ عطية 4,102 نسمة، منهم 2014 رجل و2088 امرأة.